# ソロモン海プレート
ソロモン海プレート(Solomon Sea Plate（英語）)は、南太平洋のソロモン諸島の北西に位置する小規模な構造プレート。北ビスマルクプレートと南ビスマルクプレートに挟まれている。
ソロモン海プレートがその北西で南ビスマルクプレート、北東で太平洋プレートに沈み込んでいる場所が北部沈み込み帯である。北西の沈み込み帯の一部はニューブリテン沈み込み帯と呼ばれている。南西の沈み込み帯では、ソロモン海プレートがインド・オーストラリアプレートに沈み込んでいる。